# کایروس (مجموعه تلویزیونی)
کایروس (انگلیسی: Kairos, کره‌ای: 카이로스; لاتین‌نویسی اصلاح‌شده: Kairoseu) یک مجموعهٔ تلویزیونی کره جنوبی سال ۲۰۲۰ با بازی شین سونگ-روک، لی سه یونگ، نام گیو-ری و کانگ سونگ-یون است. این مجموعه به کارگردانی پارک سونگ-وو، حول محور موضوعات فرصت و انتخاب متمرکز شده‌است و از ۲۶ اکتبر تا ۲۲ دسامبر ۲۰۲۰، دوشنبه و سه‌شنبه‌ها ساعت ۲۱:۲۰ (کی‌اس‌تی) از شبکهٔ ام‌بی‌سی برای ۱۶ قسمت، به روی آنتن رفت.

## خلاصهٔ داستان
کیم سو-جین (شین سونگ-روک) یک مدیر موفق شرکت ساخت و ساز و معتاد به کار است. یک روز، دخترش بدون هیچ ردی گم می‌شود. همسرش کانگ هیون-چه (نام گیو-ری) به علت این اتفاق دچار شُک شدیدی می‌شود.
هان ئه-ری (لی سه یونگ) یک دختر سخت کوش است که مادرش در بیمارستان گم می‌شود. سپس او یک تماس تلفنی از کیم سو-جین دریافت می‌کند. سو-جین یک ماه جلوتر از ئه-ری زندگی می‌کند. او از هان ئه-ری می‌خواهد که از رویدادهای وحشتناکی که خانواده‌اش را نابود کرده‌است جلوگیری کند و در عوض، ئه-ری از او می‌خواهد مادرش را پیدا کند.

## بازیگران

### اصلی
- شین سونگ-روک در نقش کیم سو-جین
  - لی جونگ-جون در نقش نوجوانی کیم سو-جین[۶]
- لی سه یونگ در نقش هان ئه-ری
- آن بو-هیون در نقش سو دو-گیون
- نام گیو-ری در نقش کانگ هیون-چه، همسر کیم سو-جین و مادر کیم دا-بین
- کانگ سونگ-یون در نقش ایم گون-ووک

### مکمل

#### اطرافیان کیم سو-جین
- شیم هه-یون در نقش کیم دا-بین، دختر کیم سو-جین و کانگ هیون-چه
- سو هی-جونگ[۷] در نقش جونگ هه-کیونگ، «پرستار بچه» کیم دا-بین

#### اطرافیان هان ئه-ری
- هوانگ جونگ-مین در نقش کواک سونگ-جا، مادر ئه-ری
- لی جو-میونگ در نقش پارک سو-جونگ، بهترین دوست ئه-ری

#### ساخت و ساز یوجونگ
- شین گو در نقش یو سئو-ایل، رئیس ساخت و ساز یوجونگ
- چو دونگ-این در نقش لی تک-گیو، دستیار شخصی کیم سو-جین

#### کارآگاهان
- لیم چول-هیونگ در نقش پارک هو-یونگ
- جون کوانگ-جین در نقش چوی دوک-هو
- جونگ سونگ-جون در نقش لی ته-وو
- لی ته-گو در نقش کانگ بیونگ-سوک

#### سایر بازیگران
- چوی دوک-مون در نقش کیم یو-سوک
- کوان هیوک در نقش هان ته-گیل
- کو کیو-پیل در نقش کیم جین-هو

### حضور ویژه
- لی شی-اون در نقش مأمور تحویل، مظنون به پروندهٔ آدم‌ربایی کیم دا-بین (قسمت‌های ۱–۲)[۸]
- سونگ جی-رو
- جونگ هی-ته

## ریتینگ
| قسمت                                                                                      | بخش     | تاریخ پخش اصلی | میانگین سهم مخاطب (AGB Nielsen) سراسر کشور |
| ----------------------------------------------------------------------------------------- | ------- | -------------- | ------------------------------------------ |
| ۱                                                                                         | ۱       | ۲۶ اکتبر ۲۰۲۰  | ۲٫۷٪                                       |
| ۱                                                                                         | ۲       | ۲۶ اکتبر ۲۰۲۰  | ۳٫۷٪                                       |
| ۲                                                                                         | ۱       | ۲۷ اکتبر ۲۰۲۰  | ۲٫۷٪                                       |
| ۲                                                                                         | ۲       | ۲۷ اکتبر ۲۰۲۰  | ۳٫۱٪                                       |
| ۳                                                                                         | ۱       | ۲ نوامبر ۲۰۲۰  | ۳٫۰٪                                       |
| ۳                                                                                         | ۲       | ۲ نوامبر ۲۰۲۰  | ۳٫۳٪                                       |
| ۴                                                                                         | ۱       | ۳ نوامبر ۲۰۲۰  | ۳٫۰٪                                       |
| ۴                                                                                         | ۲       | ۳ نوامبر ۲۰۲۰  | ۳٫۵٪                                       |
| ۵                                                                                         | ۱       | ۱۰ نوامبر ۲۰۲۰ | ۳٫۱٪                                       |
| ۵                                                                                         | ۲       | ۱۰ نوامبر ۲۰۲۰ | ۳٫۴٪                                       |
| ۶                                                                                         | ۱       | ۱۶ نوامبر ۲۰۲۰ | ۳٫۳٪                                       |
| ۶                                                                                         | ۲       | ۱۶ نوامبر ۲۰۲۰ | ۳٫۰٪                                       |
| ۷                                                                                         | ۱       | ۲۴ نوامبر ۲۰۲۰ | ۲٫۶٪                                       |
| ۷                                                                                         | ۲       | ۲۴ نوامبر ۲۰۲۰ | ۲٫۷٪                                       |
| ۸                                                                                         | ۱       | ۲۴ نوامبر ۲۰۲۰ | ۳٫۰٪                                       |
| ۸                                                                                         | ۲       | ۲۴ نوامبر ۲۰۲۰ | ۳٫۸٪                                       |
| ۹                                                                                         | ۱       | ۳۰ نوامبر ۲۰۲۰ | ۳٫۴٪                                       |
| ۹                                                                                         | ۲       | ۳۰ نوامبر ۲۰۲۰ | ۳٫۲٪                                       |
| ۱۰                                                                                        | ۱       | ۱ دسامبر ۲۰۲۰  | ۳٫۵٪                                       |
| ۱۰                                                                                        | ۲       | ۱ دسامبر ۲۰۲۰  | ۲٫۸٪                                       |
| ۱۱                                                                                        | ۱       | ۷ دسامبر ۲۰۲۰  | ۳٫۱٪                                       |
| ۱۱                                                                                        | ۲       | ۷ دسامبر ۲۰۲۰  | ۲٫۷٪                                       |
| ۱۲                                                                                        | ۱       | ۸ دسامبر ۲۰۲۰  | ۲٫۹٪                                       |
| ۱۲                                                                                        | ۲       | ۸ دسامبر ۲۰۲۰  | ۲٫۶٪                                       |
| ۱۳                                                                                        | ۱       | ۱۴ دسامبر ۲۰۲۰ | ۲٫۹٪                                       |
| ۱۳                                                                                        | ۲       | ۱۴ دسامبر ۲۰۲۰ | ۲٫۷٪                                       |
| ۱۴                                                                                        | ۱       | ۱۵ دسامبر ۲۰۲۰ | ۳٫۵٪                                       |
| ۱۴                                                                                        | ۲       | ۱۵ دسامبر ۲۰۲۰ | ۲٫۶٪                                       |
| ۱۵                                                                                        | ۱       | ۲۱ دسامبر ۲۰۲۰ | ۲٫۷٪                                       |
| ۱۵                                                                                        | ۲       | ۲۱ دسامبر ۲۰۲۰ | ۲٫۲٪                                       |
| ۱۶                                                                                        | ۱       | ۲۲ دسامبر ۲۰۲۰ | ۳٫۳٪                                       |
| ۱۶                                                                                        | ۲       | ۲۲ دسامبر ۲۰۲۰ | ۳٫۳٪                                       |
| میانگین                                                                                   | میانگین | میانگین        | ۳٫۰٪                                       |
| - در جدول بالا، اعداد آبی کمترین رتبه را دارند و اعداد قرمز بالاترین رتبه را نشان می‌دهند. |         |                |                                            |

## جوایز و نامزدی‌ها
| مراسم جوایز                 | سال  | دسته                                                                 | نامزد / اثر               | نتیجه    | منابع                |
| --------------------------- | ---- | -------------------------------------------------------------------- | ------------------------- | -------- | -------------------- |
| جوایز درامای ام‌بی‌سی         | ۲۰۲۰ | درامای سال                                                           | کایروس                    | نامزدشده | [ ۱۰ ]               |
| جوایز درامای ام‌بی‌سی         | ۲۰۲۰ | جایزه برترین بازیگر مرد در یک مینی‌سریال دوشنبه-سه‌شنبه‌ها / درام کوتاه | شین سونگ-روک              | برنده    | [ ۱۰ ]               |
| جوایز درامای ام‌بی‌سی         | ۲۰۲۰ | جایزه برترین بازیگر زن در یک مینی‌سریال دوشنبه-سه‌شنبه‌ها / درام کوتاه  | لی سه یونگ                | نامزدشده | [ ۱۰ ]               |
| جوایز درامای ام‌بی‌سی         | ۲۰۲۰ | جایزه برتر، بازیگر مرد در یک مینی‌سریال دوشنبه-سه‌شنبه‌ها / درام کوتاه  | آن بو-هیون                | نامزدشده | [ ۱۰ ]               |
| جوایز درامای ام‌بی‌سی         | ۲۰۲۰ | جایزه برتر، بازیگر زن در یک مینی‌سریال دوشنبه-سه‌شنبه‌ها / درام کوتاه   | نام گیو-ری                | برنده    | [ ۱۰ ]               |
| جوایز درامای ام‌بی‌سی         | ۲۰۲۰ | بهترین بازیگر نقش مکمل مرد                                           | کو کیو-پیل                | نامزدشده | [ ۱۰ ]               |
| جوایز درامای ام‌بی‌سی         | ۲۰۲۰ | بهترین بازیگر نقش مکمل زن                                            | هوانگ جونگ-مین            | نامزدشده | [ ۱۰ ]               |
| جوایز درامای ام‌بی‌سی         | ۲۰۲۰ | بهترین بازیگر تازه‌کار مرد                                            | آن بو-هیون                | برنده    | [ ۱۰ ]               |
| جوایز درامای ام‌بی‌سی         | ۲۰۲۰ | بهترین بازیگر تازه‌کار مرد                                            | کانگ سونگ-یون             | نامزدشده | [ ۱۰ ]               |
| جوایز درامای ام‌بی‌سی         | ۲۰۲۰ | بهترین بازیگر تازه‌کار زن                                             | لی جو-میونگ               | نامزدشده | [ ۱۰ ]               |
| جوایز درامای ام‌بی‌سی         | ۲۰۲۰ | جایزه بهترین زوج                                                     | شین سونگ-روک و لی سه یونگ | نامزدشده | [ ۱۰ ]               |
| جوایز بین‌المللی درامای سئول | ۲۰۲۱ | درام کره‌ای برجسته                                                    | کایروس                    | برنده    | [ ۱۱ ] [ ۱۲ ] [ ۱۳ ] |
| جوایز بین‌المللی درامای سئول | ۲۰۲۱ | بازیگر کره‌ای زن برجسته                                               | لی سه یونگ و لی ایل-هوا   | نامزدشده | [ ۱۱ ] [ ۱۴ ] [ ۱۵ ] |